# Castagnède (Pyrénées-Atlantiques)
Castagnède település Franciaországban, Pyrénées-Atlantiques megyében. Lakosainak száma 200 fő (2022. január 1.). Castagnède Auterrive, Carresse-Cassaber, Escos, Oraàs és Salies-de-Béarn községekkel határos.

## Népesség
A település népességének változása:
| Lakosok száma | 202  | 210  | 219  | 207  | 204  | 200  | 201  | 200  | 200  |
|               | 2013 | 2015 | 2016 | 2017 | 2018 | 2019 | 2020 | 2021 | 2022 |